# Holcim Hungária Zrt.
A  A Holcim Hungária Zrt. a Holcim Csoport kelet-európai divíziójának tagja, a vállalat Magyarországon két cementgyárral (Lábatlan, Miskolc), három kavicsbányával (Abda, Zalaegerszeg, Hejőpapi) és országszerte közel 30 betonüzemmel rendelkezik.

A [Holcim Csoport a világ vezető cement-, kavics- és betongyártó vállalatainak egyike. A fenntartható fejlődés elkötelezett híve, ennek érdekében 2005 óta támogatja a fenntartható építészeti tervek elterjesztését világszerte a Holcim Foundation for Sustainable Construction-on keresztül (Holcim Alapítvány a Fenntartható Építészetért).

## A Holcim Hungária Zrt. története
A Holcim magyarországi cementgyártásának története a miskolci és lábatlani cementgyártás múltjára épült. Lábatlanon 1868-ban, Miskolcon 1890-ben kezdődtek meg a cementgyártással kapcsolatos tevékenységek (bányanyitás, klinkerégetés), melyek hosszú távon a mai, helyi cementgyártás kialakulásához vezettek. A cement, beton és kavics üzletágban való érdekeltségek egyesítésével  2006-ban hozták létre a Holcim Hungária Zártkörűen Működő Cementipari Részvénytársaságot, röviden: Holcim Hungária Zrt.-t.

## Termékek és szolgáltatások
A Holcim Hungária Zrt. az építőipar legalapvetőbb anyagainak gyártásával (cement és beton) és kitermelésével (kavics) foglalkozik. Ezeken felül különböző szolgáltatásokat is nyújt, melyek elsősorban termékeihez, illetve azok rendeltetésszerű felhasználásához kapcsolódnak (alkalmazási tanácsadás, betonlaboratóriumok stb.).

## Társadalmi felelősségvállalás
A Holcim alaptevékenysége mellett meghatározó társadalmi felelősségvállalási tevékenységet folytat a Holcim Csoport által meghatározott Társadalmi Felelősségvállalási Irányelvek (CSR Policy) alapján az infrastruktúra-fejlesztés, az oktatás és a közösségi együttműködések területén.

### Holcim Hungária Otthon Alapítvány
A Holcim Hungária Otthon Alapítványt 2005-ben hozták létre azzal a céllal, hogy segítő kezet nyújtson az önkormányzatok bérlakás építési programjához. Az Alapítvány  vissza nem térítendő támogatást nyújt önkormányzatoknak bérlakás állományuk növelésére, melynek keretében nem lakás céljára szolgáló épületeket alakítanak át bérlakássá. Alapítása óta 35 településen 141 otthon megépülését támogatta.

### Holcim-díj
A Holcim-díjon keresztül a vállalat üzemeinek térségében működő civil szervezetek kezdeményezéseit támogatja már 11 éve. Ez idő alatt a Holcim 110 szervezet 132 programjának megvalósulásához járult hozzá.
Holcim-díj Plusz pályázattal a Holcim kollégái önkéntes társadalmi munkában elvégzett kezdeményezéseit támogatja.

### Környezetvédelmi napok
A környezetvédelmi oktatás és nevelés elősegítése érdekében öt településen környezetvédelmi napokat rendeznek minden évben a Föld napja környékén.

### Holcim Awards for Sustainable Construction
A Holcim Awards for Sustainable Construction (Holcim-díj a Fenntartható Építészetért) egy háromévente megrendezésre kerülő nemzetközi építészeti versenysorozat, amely a fenntartható építészet érdekében kézzelfogható és jövő-orientált projekteket támogat. A verseny összdíjazása 2 millió amerikai dollár.

## Díjai, elismerései
A Holcim Hungária Zrt. társadalmi felelősségvállalás terén elért eredményeit az elmúlt évek során számos díjjal  elismerték melyek közül néhány:
- Figyelő TOP200 Társadalmi Elkötelezettség díj[7]
- CSR Hungary 2009[8]
- CSR Best Practise 2008[9]

A Holcim Hungária Zrt-t az iparágában elsőként Business Superbrands díjazásban részesült és beválasztották a szupermárkák közé. Az elismerést 2009-ben és 2010-ben is megerősítettek.

## Fenntartható fejlődés
A Holcim Hungária Zrt. iparágának első jelentőjeként 2006 óta kiadja Fenntarthatósági jelentését, melyben beszámol legfontosabb gazdasági, környezetvédelmi és társadalmi felelősségvállalási tevékenységeiről, eredményeiről.

## Külső hivatkozások
- A Holcim Hungária Otthon Alapítvány honlapja Archiválva 2011. augusztus 19-i dátummal a Wayback Machine-ben
- A Holcim Hungária Zrt. honlapja
- Így készül a cement
- Így készül a beton